# Scelio flavicoxis
Scelio flavicoxis är en stekelart som beskrevs av Jean-Jacques Kieffer 1905. Scelio flavicoxis ingår i släktet Scelio och familjen Scelionidae. Inga underarter finns listade i Catalogue of Life.